# Latrell Sprewell
Latrell Fontaine Sprewell (8 de septiembre de 1970; Milwaukee, Wisconsin) es un exjugador de baloncesto estadounidense que disputó 13 temporadas en la NBA. Con 1,96 metros de altura, jugaba en la posición de alero o escolta. 

## Trayectoria deportiva

### Instituto
Asistió al Washington High School en Milwaukee, Wisconsin.

### Universidad
Primero pasó por el Three Rivers Community College donde disputó dos temporadas con los Raiders, desde 1988 a 1990. Luego jugó desde 1990 hasta 1992 con los Crimson Tide de la Universidad de Alabama, donde fue compañero de Robert Horry. Allí promedió 13,5 puntos y 5,1 rebotes por partido.

### NBA

#### Golden State Warriors
Fue elegido en el puesto número 24 de primera ronda del Draft de la NBA de 1992 por los Golden State Warriors. Apodado Spree, causó inmediatamente impacto en el equipo, siendo titular en 69 de los 77 partidos que disputó en su primera temporada, promediando al final de la misma 15,4 puntos y 3,8 asistencias, que le valieron para ser elegido en el segundo mejor equipo de rookies de la liga. Durante 5 temporadas se convirtió en uno de los mejores anotadores de su equipo, e incluso fue convocado para jugar el All-Star Game en tres ocasiones defendiendo los colores de la Conferencia Oeste.
Pero su punto de inflexión llegaría el 1 de diciembre de 1997, cuando, durante un entrenamiento atacó a su entrenador P. J. Carlesimo agarrándolo por el cuello durante más de 10 segundos, antes de que pudiera ser separado por sus compañeros. Sprewell fue sancionado con 10 días de sueldo, y al día siguiente los Warriors anunciaban la rescisión de su contrato. Aunque luego los tribunales desestimaron esa decisión, no volvió a jugar en Golden State ni en ningún otro equipo esa temporada.

#### New York Knicks
Tras un año sin jugar, en enero de 1999 fue traspasado a los New York Knicks a cambio de John Starks, Chris Mills y Terry Cummings. Muchos expertos pensaron que había sido un error, pero el propio Sprewell reconoció que era un hombre nuevo, y pronto llegó a ser uno de los jugadores más reconocidos en la Gran Manzana. En 1999 colaboró intensamente para llevar a su equipo a los play-offs, donde se metieron por los pelos, y se convertirían en el primer equipo de la historia en alcanzar las finales habiendo acabado la temporada regular en el octavo y último puesto que da derecho a la lucha por el título. En la final cayeron ante San Antonio Spurs por 4 a 1, pero Sprewell tuvo una actuación más que notable, promediando 26 puntos por partido en los 5 que disputaron, y anotando 35 puntos en el último y definitivo que daría el anillo a los Spurs.
La popularidad de Sprewell siguió creciendo, siendo uno de los 10 jugadores que más camisetas vendió hasta 2004 de toda la NBA. Él y su compañero Allan Houston representaron a su equipo en el All Star que se disputó en Washington D. C. en 2001. Esa temporada anotó más de 40 puntos en 3 ocasiones.

#### Minnesota Timberwolves
En 2003 fue traspasado a Minnesota Timberwolves, donde formó un trío demoledor con Kevin Garnett y el base Sam Cassell. A mediados de la temporada 2004-05 los Wolves le ofrecieron la renovación de su contrato, por 21 millones de dólares y 3 temporadas más, cifra sustancialmente inferior al contrato que tenía hasta ese momento (14 millones por temporada). Sintiéndose insultado, no se cortó en declarar que tenía una familia que mantener, por lo que rechazó la oferta de renovación y terminando la temporada como la peor de toda su participación en la NBA. Después de no haber sido renovado por los Wolves, quedó como agente libre, y al verano siguiente no recibió ofertas sustanciales, por lo que se retiró dejando atrás una carrera de 13 años en la NBA.

## Estadísticas de su carrera en la NBA
|  | Líder de la liga |

### Temporada regular
| Año      | Equipo       | PJ  | PT  | MPP  | %TC  | %3P  | %TL  | RPP | APP | ROB | TPP | PPP  |
| -------- | ------------ | --- | --- | ---- | ---- | ---- | ---- | --- | --- | --- | --- | ---- |
| 1992–93  | Golden State | 77  | 69  | 35.6 | .464 | .369 | .746 | 3.5 | 3.8 | 1.6 | .7  | 15.4 |
| 1993–94  | Golden State | 82  | 82  | 43.1 | .433 | .361 | .774 | 4.9 | 4.7 | 2.2 | .9  | 21.0 |
| 1994–95  | Golden State | 69  | 69  | 40.2 | .418 | .276 | .781 | 3.7 | 4.0 | 1.6 | .7  | 20.6 |
| 1995–96  | Golden State | 78  | 78  | 39.3 | .428 | .323 | .789 | 4.9 | 4.2 | 1.6 | .6  | 18.9 |
| 1996–97  | Golden State | 80  | 79  | 41.9 | .449 | .354 | .843 | 4.6 | 6.3 | 1.7 | .6  | 24.2 |
| 1997–98  | Golden State | 14  | 13  | 39.1 | .397 | .188 | .745 | 3.6 | 4.9 | 1.4 | .4  | 21.4 |
| 1998–99  | New York     | 37  | 4   | 33.3 | .415 | .273 | .812 | 4.2 | 2.5 | 1.2 | .1  | 16.4 |
| 1999–00  | New York     | 82  | 82  | 40.0 | .435 | .346 | .866 | 4.3 | 4.0 | 1.3 | .3  | 18.6 |
| 2000–01  | New York     | 77  | 77  | 39.2 | .430 | .304 | .783 | 4.5 | 3.5 | 1.4 | .4  | 17.7 |
| 2001–02  | New York     | 81  | 81  | 41.1 | .404 | .360 | .821 | 3.7 | 3.9 | 1.2 | .2  | 19.4 |
| 2002–03  | New York     | 74  | 73  | 38.6 | .403 | .372 | .794 | 3.9 | 4.5 | 1.4 | .3  | 16.4 |
| 2003–04  | Minnesota    | 82  | 82  | 37.8 | .409 | .331 | .814 | 3.8 | 3.5 | 1.1 | .3  | 16.8 |
| 2004–05  | Minnesota    | 80  | 79  | 30.6 | .414 | .327 | .830 | 3.2 | 2.2 | .7  | .3  | 12.8 |
| Total    | Total        | 913 | 868 | 38.6 | .425 | .337 | .804 | 4.1 | 4.0 | 1.4 | .4  | 18.3 |
| All-Star | All-Star     | 4   | 1   | 19.3 | .486 | .125 | .529 | 3.8 | 2.5 | 1.3 | .0  | 11.0 |

### Playoffs
| Año   | Equipo       | PJ | PT | MPP  | %TC  | %3P  | %TL  | RPP | APP | ROB | TPP | PPP  |
| ----- | ------------ | -- | -- | ---- | ---- | ---- | ---- | --- | --- | --- | --- | ---- |
| 1994  | Golden State | 3  | 3  | 40.7 | .433 | .348 | .667 | 3.0 | 7.0 | .7  | 1.0 | 22.7 |
| 1999  | New York     | 20 | 8  | 37.2 | .419 | .160 | .850 | 4.8 | 2.2 | 1.0 | .3  | 20.4 |
| 2000  | New York     | 16 | 16 | 43.8 | .414 | .333 | .784 | 4.4 | 3.6 | 1.1 | .3  | 18.7 |
| 2001  | New York     | 5  | 5  | 42.4 | .407 | .214 | .760 | 3.0 | 3.4 | 1.0 | .2  | 18.4 |
| 2004  | Minnesota    | 18 | 18 | 42.8 | .421 | .385 | .779 | 4.4 | 4.0 | 1.6 | .7  | 19.8 |
| Total | Total        | 62 | 50 | 41.1 | .418 | .330 | .803 | 4.3 | 3.4 | 1.2 | .4  | 19.7 |

## Logros y reconocimientos
Universidad
- Segundo equipo All-SEC (1992)
- Mejor equipo defensivo de la SEC (1992)

NBA
- 4 veces NBA All-Star (1994, 1995, 1997, 2001)
- Mejor quinteto de la NBA (1994)
- Segundo mejor quinteto defensivo de la NBA (1994)
- Segundo mejor quinteto de rookies (1993)

## Vida personal
Se casó con su novia del instituto, Candice Cabbil, en 1989 y son padres de cuatro hijos. La pareja se divorció en 2007, ella le reclamó una compensación de $200 millones por la separación y el sustento de sus hijos hasta la universidad.
En octubre de 1994, la hija de Sprewell, de cuatro años de edad, fue mutilada en el patio trasero de la familia por uno de los dos pitbulls que tenía como mascota, a la que arrancó una oreja y mordió en la cara.

### Problemas legales
El 30 de agosto de 2006, la policía de Milwaukee investigó la denuncia de una mujer de 21 años de edad que afirmaba que ella y Sprewell estaban manteniendo relaciones sexuales consentidas a bordo de su yate cuando Sprewell empezó a estrangularla. La policía supuestamente observó marcas rojas en su cuello. La policía que investigaba la denuncia registró el yate de Sprewell en busca de pruebas. El 6 de septiembre, la policía se negó a presentar cargos. Sprewell solicitó entonces una orden de alejamiento junto con "recursos civiles" contra la acusadora.
El 22 de agosto de 2007, el yate de Sprewell, de 21 metros de eslora y valorado en 1,5 millones de dólares, fue embargado por un agente federal. No había seguido pagando y asegurando la embarcación, por la que al parecer aún debía aproximadamente 1,3 millones de dólares. En febrero de 2008, el yate se subastó por 856.000 dólares después de que Sprewell dejara de pagar la hipoteca. Tres meses después, una de sus casas de la zona de Milwaukee, entró en estado de ejecución hipotecaria. Luego, en julio de 2009, otra mansión del condado de Westchester, en Nueva York, entró también en estado de ejecución hipotecaria, pero esa acción fue desestimada por el abogado de la otra parte.
En 2011, Sprewell debía al estado de Wisconsin 3,5 millones de dólares en concepto de impuestos sobre la renta no pagados.
El 1 de enero de 2013, fue detenido en su casa de Milwaukee por alteración del orden público después de que la policía recibiera numerosas quejas por música alta.